# Соник-Пунтамика (баскетбольный клуб)
БК «Соник-Пунтамика» (хорв. KK Sonik - Puntamika) — хорватский баскетбольный клуб из Задара, созданный в 1974 году. Выступает во второй по силе баскетбольной лиге Хорватии A2.

## История
Баскетбольный клуб «Пунтамика» был основан в Задаре в 1974 году. Через два года был переименован в «Борик». После восстановления независимости Хорватии и организации национального чемпионата назывался «Борик-Пунтамика», несколько сезонов выступал в сильнейшей лиге A1, затем опустился во вторую по силе лигу A2. По итогам сезона 2004—2005 клуб завоевал право вернуться в лигу A1 и с тех пор её не покидал до 2012 года. В 2011 году поменял имя на «Соник-Пунтамика» в честь спонсора, компании «Соник». Лучший результат в чемпионате страны был показан в сезоне 2010/2011, когда команда заняла 5 место по итогам сезона. В результате «Соник-Пунтамика» завоевал право играть в Кубке вызова ФИБА сезона 2011/2012, но отказался по финансовым соображениям. В сезоне 2011/2012 команда выступила неудачно, в турнире за 9-14 места заняла последнее место и покинула сильнейшую лигу страны.

## Результаты
Результаты в лиге A1:
- 2011—2012. 8-е место на первом этапе, на турнире за 9-14 места занял 14-е место, вылетел в низшую лигу.
- 2010—2011. 2-е место на первом этапе, отобрался в раунд чемпионов. В раунде чемпионов 5-е место, уступил лишь 4 командам из Адриатической лиги.
- 2009—2010. 5-е место на первом этапе, на турнире за 9-14 места занял высшее 9 место.
- 2008—2009. 5-е место на первом этапе, на турнире за 9-14 места занял 14-е место, но избежал вылета в низшую лигу из-за отказа в участии в первенстве ряда команд.
- 2007—2008. 6-е место на первом этапе, на турнире за 9-14 места занял высшее 9 место.
- 2006—2007. 3-е место на первом этапе, отобрался в раунд чемпионов. В Раунде чемпионов шестое место из 8 участников.
- 2005—2006. 3-е место на первом этапе, отобрался в раунд чемпионов. В Раунде чемпионов шестое место из 8 участников.